# Brian Bonsall
Brian Eric Bonsall (Torrance, 3 de dezembro de 1981) é um ator e músico estadunidense. É mais conhecido por interpretar o papel de Andy na série Family Ties e de Alexander Rozhenko em Star Trek: The Next Generation. Também ficou conhecido por interpretar o psicopata-mirim Mikey, no polêmico filme homônimo de 1992. Atualmente está afastado das telas e dedica-se a carreira de musico, tem uma banda chamada Late Bloomers.

## Filmografia
- Lily in Winter (1994) .... Michael Towler
- Father and Scout (1994)  .... Michael
- Star Trek: The Next Generation .... Alexander Rozhenko (7 episódios, 1992-1994)
- Blank Check (1994) .... Preston Waters
- Father Hood (1993) .... Eddie Charles
- Distant Cousins (1993) .... Alex Sullivan
- Mikey (1992) .... Mikey
- Parker Lewis Can't Lose .... Andrew Keaton (1 episódio, 1992)
- False Arrest (1991) (TV) .... Jason Lukezic
- Shades of LA .... Andy Makowski (2 episódios, 1991)
- The Young Riders (1 episódio, 1991)
- Married People .... Brian (1 episódio, 1990)
- Angel of Death (1990) .... Josh
- Mother Goose Rock 'n' Rhyme (1990) .... Michael
- On the Television .... Googie Chowder (1 episódio)
- Booker .... Billy (1 episódio, 1989)
- Do You Know the Muffin Man? (1989) .... Teddy Dollison
- Family Ties .... Andrew 'Andy' Keaton (78 episódios, 1986-1989)
- Day by Day .... Andrew 'Andy' Keaton (1 episódio, 1988)
- Go Toward the Light (1988) .... Zack
- Mickey's 60th Birthday (1988) .... Andy Keaton

## Polêmica
Em 2007, Brian Bonsall se envolveu em vários problemas com a justiça americana, foi preso e condenado a 2 anos de prisão em regime semiaberto, mas violou a condicional e em Colorado foi acusado de agredir um colega de banda com um banco de madeira em um Bar. Foi acusado de assalto em um bar. Em 2010, foi declarado culpado por todos os episódios ocorridos.